# Baranówek (województwo świętokrzyskie)
Baranówek – wieś w Polsce położona w województwie świętokrzyskim, w powiecie opatowskim, w gminie Baćkowice.
W latach 1975–1998 miejscowość administracyjnie należała do województwa tarnobrzeskiego. Wieś liczy około  50 domów. Leży na terenie położonym pomiędzy doliną Koprzywianki, a lasami państwowymi. Nieopodal znajdują się pasma Iwaniskie i Jeleniowskie Gór Świętokrzyskich.

## Części wsi
| SIMC    | Nazwa    | Rodzaj    |
| ------- | -------- | --------- |
| 1018278 | W Grobiu | część wsi |

## Historia
W XV wieku wieś nazywała się Baranów. Do 1819 roku była własnością biskupów włocławskich, dawniej na jej terytorium znajdowały się dwa młyny i dwie karczmy. Wieś została spustoszona przez wojska Jerzego I Rakoczego w czasie potopu szwedzkiego. Dawniej do najbogatszych mieszkańców Baranówka należała rodzina Stańków, która ufundowała większość znajdujących się w miejscowości przydrożnych kapliczek.